# Tetartero
O tetartero (em grego: νόμισμα τεταρτηρόν; romaniz.: Tetarteron; lit. "um quarto de moeda") foi um termo bizantino aplicado para duas moedas diferentes, uma de ouro que circulou dos anos 960 até 1092 em paralelo com o histameno, e uma de cobre usada de 1092 até a segunda metade do século XIII.

## Moeda de ouro

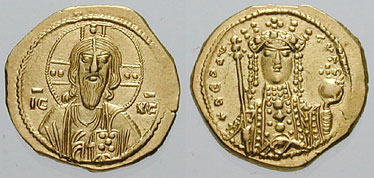
Tetartero de Teodora (r. 1042; 1055-1056)

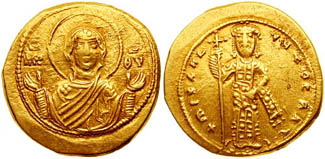
Tetartero de r.

Desde o imperador Constantino (r. 306–337), a principal cunhagem do Império Bizantino tinha sido soldo ou nomisma de alta-qualidade, que manteve um padrão de peso e teor de ouro através dos séculos. O imperador Nicéforo II Focas (r. 963–969), contudo, introduziu uma nova moeda que foi de 2 quilates (ou seja, ca. 1/12, apesar de seu nome) mais leve que a nomisma original, que agora tornou-se conhecida como histameno.
A razão exata para a introdução do tetartero é incerta. De acordo com o historiador João Zonaras, isto foi feito para aumentar as receitas do Estado: as taxas eram para ser pagas como antes no histameno, enquanto o Estado pagada suas próprias despesas no menos valioso tetartero, que foi oficialmente classificado como igual ao histameno completo. Estudiosos modernos alternativamente sugeriram que o tetartero foi uma imitação do dinar de ouro muçulmano, para uso nas províncias orientais recentemente conquistadas dos árabes, ou talvez um elemento de uma reforma monetária abortiva que pretendia substituir o histameno completamente. De qualquer forma, o tetartero foi emitido apenas em pequenas quantidades no século X, e apenas de meados do século XI em diante foi cunhado em quantidade aproximada ao histameno.
Inicialmente, as duas moedas foram praticamente indistinguíveis, exceto no peso. Durante o final do reinado de Basílio II Bulgaróctono (r. 976–1025), o tetartero começou a ser cunhado em uma forma mais fina e menor, enquanto o histameno inversamente tornou-se mais grosso e largo. Apenas durante o reinado solo de Constantino VIII  (r. 1025–1028), contudo, as duas moedas tornaram-se iconograficamente distintas também. Por meados do século XI, o tetartero media 18 mm de largura e seu peso aparentemente normalizou em 3.98 gramas, ou seja, três quilates menos que o histameno, que agora media 25 mm em diâmetro (em oposição aos 20 mm do soldo original) e havia adquirido uma forma ligeiramente côncava (escifato). Contudo, começando com Miguel IV, o Paflagônio (r. 1034–1041), que foi um antigo emprestador de dinheiro, o teor de ouro começou a ser cada vez mais reduzido e as moedas rebaixadas. Após um período de relativa estabilidade ca. 1055-1070, o teor de ouro declinou dramaticamente no período da crise dos anos 1070 e 1080.

## Moeda de cobre

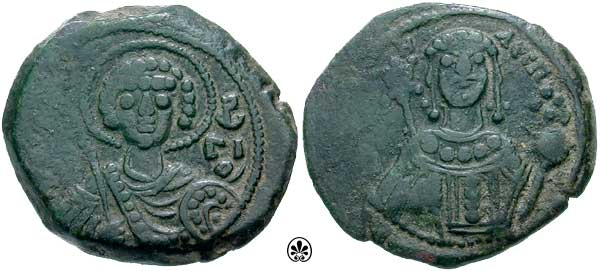
Tetartero de cobre de r.

Em 1092, Aleixo I Comneno (r. 1081–1118) reformou a cunhagem imperial, introduzindo o hipérpiro de ouro ao invés dos desvalorizados histamenos e tetarteros. Aleixo também instituiu uma nova cunhagem de cobre (embora muitos dos primeiros exemplos foram cunhados em chumbo) para substituir o antigo fólis. Aparentemente devido a sua dimensão e textura similares ao do tetartero de ouro, foi também chamado tetartero ou tartero (tarteron). Tem sido sugerido, contudo, que seu nome deriva dele sendo que vale um quarto do antigo fólis desvalorizado dos anos 1080. A nova moeda, plana, pesando ca. 4 gramas e valorizada (ao menos inicialmente) em 864 para o hipérpiro de ouro, foi cunhada em grandes quantidades e em grandes variedades de projetos, especialmente no século XII. Um meio-tetartero foi também cunhado. Ambas as moedas permaneceram relativamente estáveis em peso, mas começaram a aparecer menos frequentemente na virada do século XIII.
No século XIII, tetarteros de cobre foram emitidas pelos governantes do Epiro a partir de Tessalônica nos anos 1230 e 1240, bem como pelo Império de Niceia. No restaurado Império Bizantino, de 1261 em diante, eles parecem ter sido substituídos por um novo tipo de moedas de cobre chamada assaria, uma moeda romana antiga.